# Sjinel
Sjinel (russisk: Шинель) er en sovjetisk film fra 1926 af Grigorij Kozintsev og Leonid Trauberg.

## Medvirkende
- Andrej Kostritjkin som Akakij Basjmatjkin
- Antonina Jremejeva
- Aleksej Kapler
- Emil Gal
- Sergej Gerasimov som Jaryzjka